# 아르테미스
아르테미스(고대 그리스어: Ἄρτεμις, Artemis)는 그리스 신화에 나오는 달과 사냥·야생동물·처녀성의 여신이다. 로마 신화에 나오는 다이애나(라틴어: Diana)와 동일시된다. 제우스와 레토 사이에서 태어난 딸이자 아폴론의 누나이다（아르테미스가 먼저 태어난 후 레토를 도와 두 번째 쌍둥이인 아폴로를 낳는다）. 올림포스의 12신의 두 번째 세대에 속한다. 곰과 사슴, 활과 화살, 초승달이 대표적 상징물이다.
몸종들과 함께 숲 속에서 사냥을 하며 돌아다니는 야생적인 처녀의 모습을 하고 있으며, 달이 비칠 때 그 모습이 나타나는데 그때는 산짐승과 초목이 춤을 춘다고 한다. 아폴론과 마찬가지로 활을 무기로 들고다니며 그녀의 화살은 순식간에 목숨을 앗아가므로 희생물에게 아무런 고통도 주지 않는다고 한다. 성격이 매우 잔인하고 복수심이 강해서 그녀의 진노에 의해 희생된 사람이 허다하다.

## 신화

### 탄생
헤라는 레토가 임신한 쌍둥이들이 아버지인 제우스 다음가는 권력을 누리게 될 것이라는 예언을 받았다는 소식을 듣자 큰 뱀 피톤에게 레토를 끊임없이 쫓아다니면서 햇빛이 닿는 곳 어디에서도 그의 해산을 어떻게든 막으라는 명령을 내렸다.
출산이 임박하자 레토는 곤경에 처했다. 헤라의 저주를 받을 것을 두려워하여 어느 곳도 레토를 받아주려고 하지 않았기 때문이다. 레토는 해산할 장소를 찾아 정처없이 떠돌아다니다가 마침내 오르티기아 섬에 당도하였다. 레토가 발을 디디자마자 포세이돈이 섬 위로 파도를 솟구치게 하여 햇빛을 막아주었다. 헤라의 출산 금지령에 어긋나지 않자 레토는 아폴론과 아르테미스를 낳을 수 있었다.

### 유년기
아르테미스는 3살이 되자 아버지 제우스에게 선물을 달라고 졸랐는데, 그 선물은 다름 아닌 영원한 처녀성이었다. 그녀는 제우스에게 평생 자신이 처녀로 남을 수 있게 해달라고 부탁했다. 그밖에도 아르테미스는 크레타 섬에서 9살 된 시녀들을 골랐으며, 또 키클롭스를 찾아가 활과 화살을 받았다. 아르테미스는 성능을 시험해보고자 화살을 쏘아보았는데, 첫 번째 화살과 두 번째 화살은 나무에 맞았고, 세 번째 화살은 짐승에 맞았으며, 네 번째 화살은 부정한 자들의 도시에 떨어졌다고 한다.

### 니오베
행복한 삶을 살았지만 겸손함이 없었던 테베의 왕비 니오베는 "레토는 훌륭한 자식을 2명밖에 낳지 못했지만, 자신은 훌륭한 자식을 14명이나 낳았다."고 뽐내고 다녔다. 이에 진노한 레토는 아르테미스와 아폴론에게 니오베에게 벌을 내리라고 말했다. 아르테미스와 아폴론은 각각 그녀의 딸 7명과 아들 7명을 모두 활로 쏘아 죽였는데, 아폴론이 7 아들을 죽이고, 아르테미스가 남은 딸을 죽였는데, 슬픔을 이기지 못한 남편 암피온은 자살하였고, 니오베는 계속 한 곳에서 흐느끼다 바위로 변해버렸다.

### 칼리스토

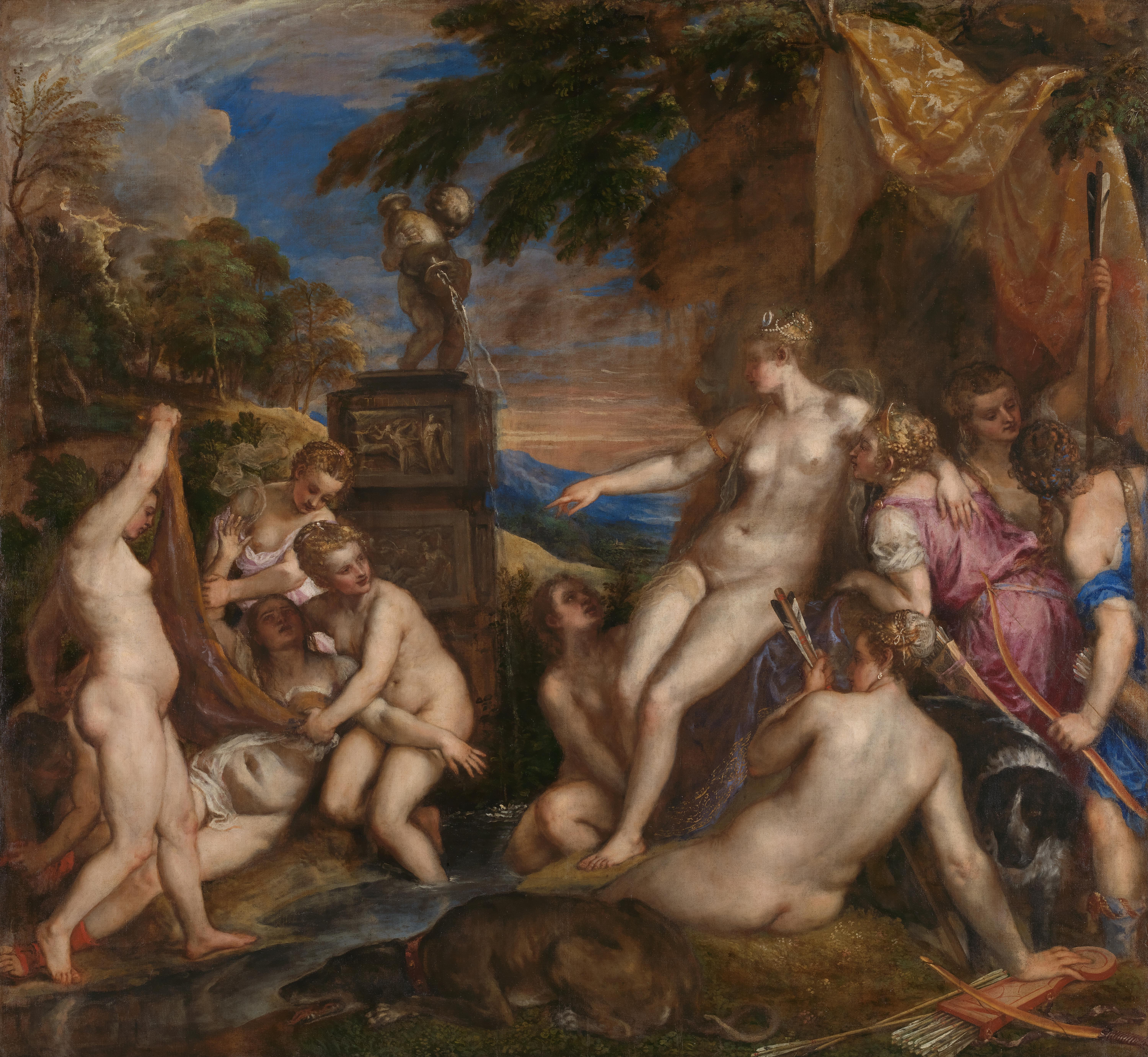
아르테미스와 칼리스토

아르테미스를 섬기는 칼리스토에게 눈독을 들인 제우스는 그녀를 유혹하기 위해 아르테미스로 변신하여 그녀와 동침하였다. 얼마 후 칼리스토는 임신하여 배가 볼록해졌고, 이를 눈치챈 아르테미스는 처녀성을 지키겠다는 자신과의 서약을 지키지 못했다는 이유로 쫓아 내었다. 그 이후, 헤라가 그 사실을 알게되자, 곰으로 모습을 바꾸는 벌을 내렸다. 곰이 된 칼리스토는 아르카스라는 아들을 낳은 후 숲에서 홀로 지냈는데, 어느 날 장성한 아들과 마주치게 되었다. 한눈에 아들을 알아본 그녀가 아들한테 다가갔지만, 어머니를 몰라본 아들은 겁에 잔뜩 질려 화살을 쏘아 죽이려고 하였다. 이를 본 제우스는 동정심을 느껴 아들을 곰으로 변하게 한 다음 어머니와 아들을 함께 우주로 올려보내 큰곰자리와 작은곰자리로 만들어주었다.

### 악타이온
악타이온이라는 이름의 사냥꾼이 친구들과 숲 속에서 한창 사냥을 하고 있었다. 그러던 중 우연히 근처의 동굴 속 연못에서 아르테미스가 목욕을 하고 있는 모습을 목격하게 되었고, 이에 분노한 아르테미스는 자신의 몸을 본 악타이온에게 물을 뿌려 사슴으로 만들어 버렸다. 그러자 악타이온이 데리고 온 사냥개들이 주인을 알아보지 못하고 사냥감인 줄 착각하고 달려들었다. 계속 사냥개들을 피해 달아나다 지친 악타이온은 결국 사냥개들에게 붙잡혀 찢겨 죽고 말았다.

### 오리온

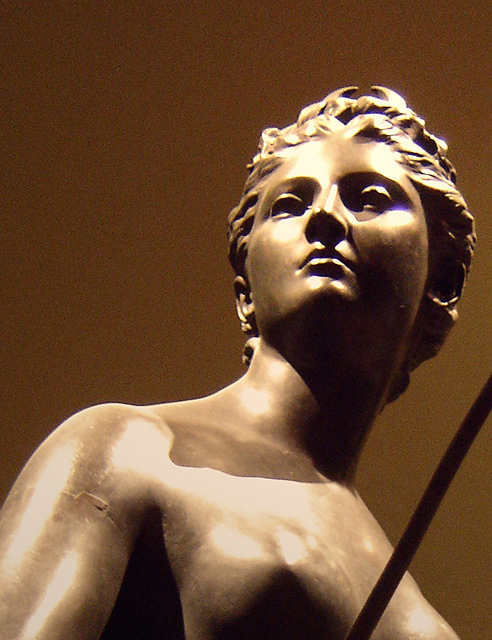
다이아나 청동상, 진-안토인 후든 (1741-1828)

아르테미스는 자기 못지않은 뛰어난 사냥꾼인 포세이돈의 아들 오리온과 함께 사냥하러 돌아다니는 것을 좋아했다. 이를 보던 아폴론은 아르테미스가 오리온에게 반하여 처녀로 살겠다는 맹세를 저버릴지 모른다고 우려하였다. 그러던 중 멀리서 오리온이 머리만 내민 채 수영하는 것을 보고, 아르테미스에게 저 멀리 파도에 떠다니는 저것을 한번 쏘아 맞추어보라고 말했다. 그것이 오리온인지 몰랐던 아르테미스는 활을 겨누어 오리온을 쏘아 죽여버렸다. 뒤늦게 사실을 깨달은 아르테미스는 아폴론의 아들이자 후에 의학의 신으로 숭배받게 되는 아스클레피오스에게 오리온을 살려달라고 애원했으나, 제우스가 이를 가로막았다. 그래서 아르테미스는 오리온의 시신을 우주로 올려보내 오리온자리로 만들어주었다.

### 신약성서의 사도행전
고대 에베소 주민들은 아르테미스를 유방이 가득한 여신으로 묘사할 정도로 풍요의 신으로 숭배했다. 데메드리오라는 은장이가 아르테미스 신앙을 이용하여 아르테미스 신전모형을 만들어 팔았는데, "사람이 만든 것은 신이 아니다"라는 사도 바울의 설교를 들은 주민들은 더 이상 신전모형을 사지 않았다. 데메드리오는 직공들과 은장이들을 선동하여 바울의 제자들을 끌고 극장안에 들어갔으며, 격분하여 이성을 잃은 이들은 모임을 2시간이나 계속하였다. 바울은 이들을 진정시키려 했으나, 제자들과 소아시아의 고관들이 말려서 극장안에 들어가지는 못했다. 시청 서기관은 은장이들에게 "여러분의 모임이 소요죄로 처벌될 수 있으므로, 풀어야 할 문제가 있다면 법원과 로마제국의 총독들에게 고소하십시오.아데미 여신을 모독한 것도 아니고, 신전 물건을 절도한 것도 아닌데 이 사람들을 끌고온 것은 경솔한 행동입니다."라고 설득해서 해산시켰다.(사도행전 19장 23절에서 41절,새번역을 인용함) 한글성서의 새번역성서와 개역개정판 성서에서는 아데미라고 음역했다.

## 같이 보기
- 아폴론
- 그리스 신화